# Nardis (famiglia)
I Nardis o de' Nardis sono un'importante famiglia dell'Aquila.

## Storia

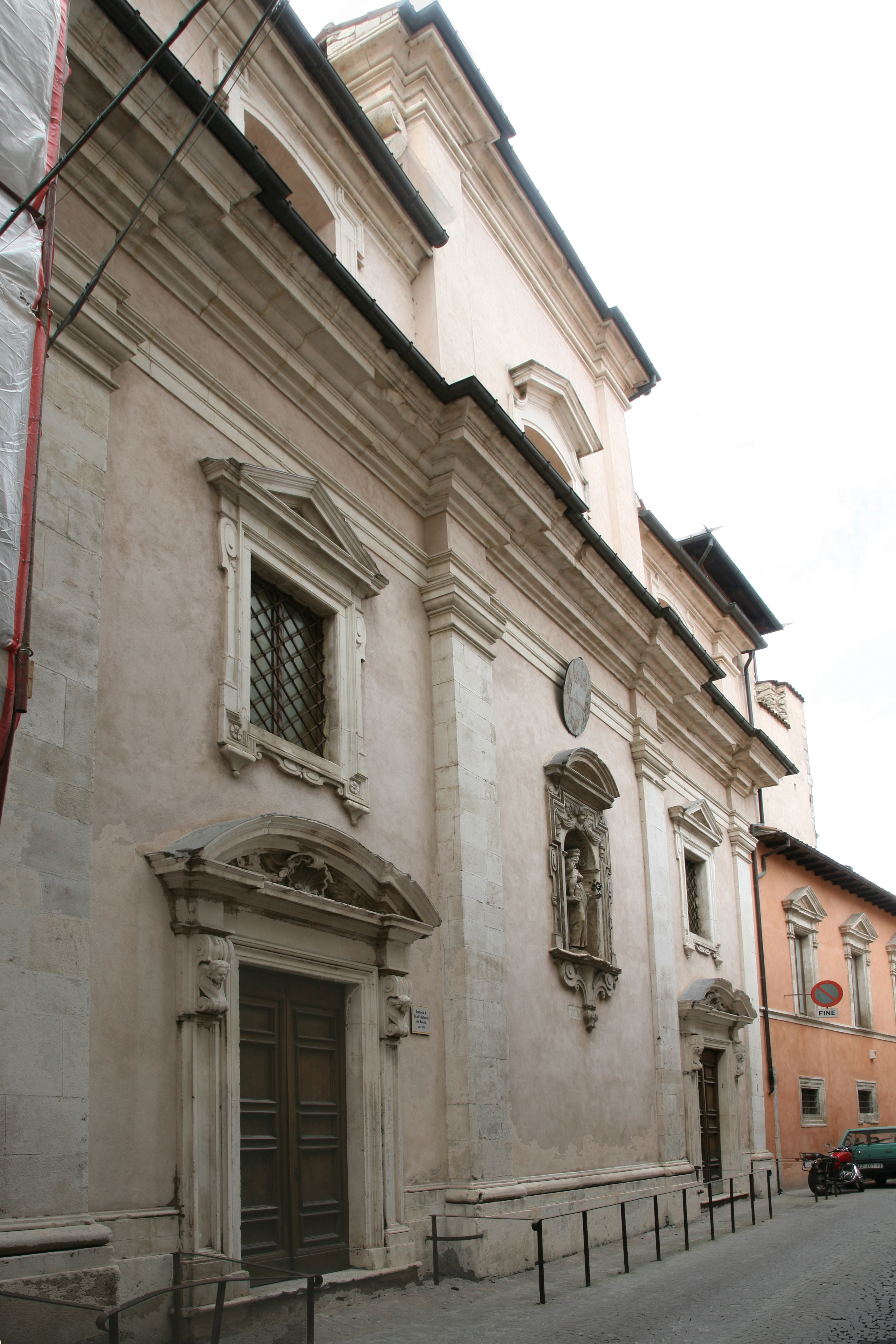
Oratorio di Sant'Antonio dei Cavalieri de Nardis (L'Aquila)

La famiglia, originaria di Poggio Santa Maria, a partire dal XIII secolo detenne la signoria di Piscignola — castello nel territorio di Antrodoco, nei pressi di Sella di Corno, che partecipò, insieme alla vicina Rascino, alla fondazione dell'Aquila — all'estremità occidentale del contado aquilano. Il castello si insediò in città nel quarto di San Marciano, a ridosso della cinta muraria, tra le porte Roiana e di Bagno.
I Nardis si insediano all'Aquila al tempo del terzo vescovo della città, assumendo posizione di rilievo nel XV secolo quando la famiglia venne ascritta al locale patriziato. Il capostipite è considerato Nardo di Vanno di Nardo, illustre mercante aquilano, ricordato per una cospicua donazione alla chiesa di Sant'Agostino, e che diede ai discendenti il cognome, tratto dal patronimico "di Nardo". Il figlio di costui, Vanni, era uno dei magistrati cittadini durante l'assedio che L'Aquila subì da parte di Braccio da Montone nel 1423. Numerose furono le personalità di spicco nei ranghi dei Cavalieri di Malta e dei Cavalieri di Santo Stefano di Toscana. Degno di nota anche Baldassarre de' Nardis che, all'inizio del Seicento, fu molto attivo culturalmente e spiritualmente nell'ambiente dell'Oratorio di San Filippo Neri. 
Nel 1634 acquisirono il titolo baronale e i feudi di Prata d'Ansidonia e di Castel Camponeschi. Tali feudi furono mantenuti dalla famiglia fino all'eversione napoleonica della feudalità nel 1806.
A partire dal XV secolo, i vari rami della famiglia edificarono i loro palazzi nella zona di via san Marciano, giungendo, verso la metà del '600 a occupare tutto il primo tratto della strada. Il più importante di essi, è rimasto fino al terremoto del 2009 residenza della famiglia. Dal 1646, su iniziativa del Cavaliere di Santo Stefano di Toscana Ottavio Nardis, fu edificato, a cerniera tra le dimore familiari di via san Marciano, l'importante oratorio di Sant'Antonio, che fu per lungo tempo un prezioso laboratorio d'arte barocca, configurandosi come - e rimanendo tuttora - il più importante esempio di luogo di culto privato all'Aquila.
La famiglia si tenne relativamente in disparte dalla vita politica della città, ma occupò comunque, nel corso del tempo, numerose magistrature civiche: alla fine del XVI secolo, Marino Nardis era uno dei capi della fazione filo-spagnola cittadina; sul finire del XVII secolo la famiglia espresse un esponente, Marcantonio de' Nardis, nella Deputazione dei Sedici (quattro per ciascun quarto) che concorreva all'elezione del magistrato cittadino; anche all'indomani del terremoto del 1703, e più volte nel XVIII e XIX secolo, si ritrovano membri della famiglia in ruoli chiave della gestione politica.

## Blasonatura
Troncato il 1° d’azzurro, il 2° al mare d’argento e d’azzurro attraversato da un pesce al naturale guardante un sole con la fascia di rosso caricata di tre stelle d’argento.